# Raja Amari
Raja Amari (in arabo رجاء عماري‎?, Rajāʾ ʿAmmārī; Tunisi, 1971) è una regista e sceneggiatrice tunisina.

## Biografia
Raja Amari è nata nel 1971 a Tunisi e vive tra la Francia e la Tunisia. Si è diplomata alla Femis di Parigi nel 1998. Il suo cortometraggio Avril, viene premiato nel 2001 come miglior cortometraggio al Milano Film Festival e dalla giuria, con un premio speciale, del Tunis Short Films Festival e dell'International Short Film Festival di Larissa in Grecia.
Il primo lungometraggio Satin rouge, le conferisce un successo internazionale nel 2002 e partecipa al concorso Lungometraggi del Torino Film Festival. Distribuito in Italia nel 2003, il film parla di Lilia, una vedova da molti anni che vive a Tunisi con la figlia adolescente Salma. Casualmente, la donna si reca una sera in un locale notturno, dove decide di esibirsi regolarmente come ballerina, scoprendosi affascinata da questa nuova realtà.
Nel 2009 viene presentato nella sezione Orizzonti della 66. edizione della Mostra Internazionale d'Arte Cinematografica Dowaha, il suo secondo lungometraggio, che vince nel 2010 il premio come miglior Lungometraggio africano al Festival del Cinema Africano, d'Asia e America Latina di Milano; e riceve una menzione speciale al 29º Festival di cinema africano di Verona nel 2009. Dowaha racconta la storia di Aicha, Radia e la loro madre vivono nascoste in una grande casa abbandonata, nella campagna tunisina, clandestine nel loro stesso paese. Una vita povera, regolata dalla cultura tradizionale e dal timore di essere scoperte, quasi una clausura forzata, complicata dalla difficile convivenza tra le protagoniste, in particolare tra l'adolescente Aicha da una parte, la sorella maggiore e la madre dall'altra. Quando una giovane coppia moderna ed emancipata va ad abitare nella parte padronale della casa nascerà in Aicha una curiosità che sfocia in una vera e propria invidia dai tratti spesso morbosi. Il desiderio di scoperta e di esplorazione si impadronirà di lei: dapprima si accontenta di spiare gesti e abitudini a lei finora sconosciute o proibite ma con il passare del tempo si deciderà ad avventurarsi in vere e proprie incursioni in questo nuovo universo. Un film di sole donne (forse proprio il genere femminile è il protagonista), con i toni del thriller, girato in uno spazio chiuso, con inquadrature spesso strette e scomode, Dowaha è per contrasto un film sulla liberazione, sull'aprirsi al mondo.
Nel 2010 è membro della giura del Festival di cinema africano di Verona.
La storia di Printemps Tunisien prende corpo poche settimane prima della caduta del dittatore Ben Ali. Tre ragazzi ed una ragazza, sopravvivono in una società oppressa e diseguale, consumata da decenni di dittatura. I nostri quattro eroi diventeranno gradualmente le piccole mani di quella che di lì a poco verrà chiamata la Rivoluzione dei Gelsomini. Nessuno ne uscirà illeso, tutti pagheranno il caro prezzo della libertà. Il film ha vinto il premio come miglior lungometraggio alla 34ª edizione del Festival di cinema africano di Verona.

## Filmografia

### Regista
- Le Bouquet - cortometraggio (1995)
- Avril - cortometraggio (1998)
- Un soir de juillet - cortometraggio (2001)
- Satin rouge (2002)
- Ala Khota Al-Nassyien - documentario (2004)
- Dowaha (2009)
- Printemps Tunisien - film TV (2014)
- Jassad Gharib (2016)
- She Had a Dream - documentario (2020)

### Sceneggiatrice
- Ou Noir ou blanc, regia di Anouar Ben Aissa - cortometraggio (1998)
- Avril, regia di Raja Amari - cortometraggio (1998)
- Satin rouge, regia di Raja Amari (2002)
- Ala Khota Al-Nassyien, regia di Raja Amari - documentario(2004)
- Dowaha, regia di Raja Amari (2009)
- Printemps Tunisien, regia di Raja Amari - film TV (2014)
- Jassad Gharib, regia di Raja Amari (2016)
- She Had a Dream, regia di Raja Amari - documentario (2020)